# Перепелиця чубата
Перепелиця чубата (Colinus cristatus) — вид куроподібних птахів родини токрових (Odontophoridae).

## Поширення
Вид поширений в Центральній та на півночі Південної Америки. Трапляється в Коста-Риці, Панамі, Венесуелі, Колумбії, Гаяні, Суринамі, Французькій Гвіані та на крайньому півночі Бразилії, а також на островах Аруба та Кюрасао. Мешкає на вологих луках і степах з чагарниковими заростями.

## Опис
Тіло завдовжки 20–23 см. Вага 130—140 г. Верх тіла темно-коричневий з чорними смугами. Голова коричнева, зверху має темно-коричневий чубчик. Нижня частина тіла коричнева з білими крапками.